# Maman, j'ai raté l'avion ! (ça recommence)
Série Home Alone
Maman, la maison est hantée !
(2012)
Pour plus de détails, voir Fiche technique et Distribution.
Maman, j'ai raté l'avion ! (ça recommence) (Home Sweet Home Alone) est un film américain réalisé par Dan Mazer, sorti en 2021 sur Disney+.
Il s'agit d'un spin-off de la franchise Home Alone débutée en 1990 avec Maman, j'ai raté l'avion !.
Le film suit Max Mercer, âgé de 10 ans, qui vit à Chicago. Il doit partir avec toute sa famille en vacances à Tokyo. À la suite d'une erreur, Max se retrouve seul, alors que sa famille est au Japon. Peu perturbé, Max est très content d'avoir la maison pour lui tout seul. Mais c'est alors qu'un couple entre par effraction. Il s'agit de Pam et Jeff Fritzovski, qui convoitent quelque chose de très précieux présent au domicile des Mercer. De son côté, Carol, la mère de Max, va tout faire pour rejoindre son fils,.

## Synopsis
Jeff et Pam McKenzie essaient de vendre leur maison, mais ne l'ont pas dit à leurs enfants, Abby et Chris. Jeff a perdu son emploi et le salaire de Pam n'est pas suffisant pour garder leur maison. Pour aggraver les choses, le frère odieux et prospère de Jeff, Hunter, sa femme, Mei, et leur fils Ollie ont décidé de rester avec eux pour Noël.
Lors d'une journée portes ouvertes, Max Mercer et sa mère Carol s'arrêtent pour aller aux toilettes. Max a un bref échange avec Jeff, au cours duquel ce dernier révèle une boîte de vieilles poupées, dont une mal formée avec un visage à l'envers. Carol explique à Jeff que les poupées avec des déformations inhabituelles sont rares et valent beaucoup d'argent sur eBay. Alors que Max et Carol rentrent chez eux, toute la famille se prépare à partir pour Tokyo, au Japon, pour les vacances, avec Carol qui part plus tôt que le reste. Max, ennuyé par l'agitation chaotique, s'installe dans la voiture garée pour regarder des dessins animés et s'endort soudainement. Malheureusement, la famille de Max ne se rend pas compte de son absence car ils pensent qu'il était dans un autre véhicule avec l'un des autres membres.
Préoccupé par la perte de leur maison, Jeff va chercher la poupée pour découvrir qu'elle est manquante. Croyant que Max l'a volé, il trouve la maison des Mercer le lendemain pour trouver toute la famille qui part à la hâte. Pendant l'agitation, il entend le code de sécurité et voit la cachette des clé de la maison. En parlant à Pam, ils acceptent de prendre le risque d’aller récupérer la poupée la nuit.
Pendant ce temps, Max découvre que toute la famille est partie et s'amuse au début, bien qu'il s'ennuie rapidement et qu'ils lui manquent. Pendant ce temps, Jeff et Pam arrivent chez les Mercer et entrent. En les entendant parler d'avoir un "affreux petit monstre", Max suppose qu'ils parlent de lui et qu’ils veulent l’enlever pour vendre. Il tente de les effrayer en appelant la police. L'agent Buzz McCallister arrive, mais Pam le détourne. Max craint que si l'agent McCallister se rend compte qu'il est seul à la maison, ses parents vont être arrêtés.
Carol découvre que Max a été laissé pour compte et achète un billet pour rentrer. Les McKenzies vont à l'église le lendemain et en essayant d’échapper à leur agent immobilier. Il leur dit qu'il y a un acheteur, mais qu'ils doivent décider d'ici la fin de l'année, ce qui exerce une pression considérable sur eux. Max arrive et discute sans le savoir avec le fils des McKenzie, Chris, qui lui donne avec sympathie son pistolet à eau. Le couple repère Max en train de parler avec quelqu'un et suppose qu'elle est sa grand-mère allemande (confondue à tort avec domobot réglé sur l’allemand). Ils décident d'entrer par effraction dans la maison une fois de plus pendant que leur famille est encore à l'église.
Se trompant à l'arrière de la maison, Jeff et Pam se retrouveraient plutôt dans l'arrière-cour du voisin. Max les entend une fois de plus, Jeff acceptant d'arriver habillé en Père Noël dans le but de le tromper. Max décide de piéger la maison pour causer des difficultés et les empêcher de s'approcher de lui pendant que Jeff et Pam attendent que leur famille s'endorme la veille de Noël. Le couple tombe sur chaque piège de Max, au cours desquels ils découvrent que Max n'a pas volé la poupée, mais plutôt une canette de soda. Ils dissipent le malentendu mais apprennent que Max est seul à la maison et lui propose de l’héberger chez eux jusqu'à ce que sa mère revienne.
Alors qu'ils expliquent toute la situation à leur famille, il s'avère qu'Ollie a volé la poupée et a réussi à la récupérer en toute sécurité, veillant ainsi à ce que les McKenzies puissent rester. Carol arrive chercher Max. Ayant emménagé dans leur maison il y a seulement deux mois, Carol trouve des amis en les McKenzies et les remercie d'avoir pris soin de Max.
Un an plus tard, les Mercers et les McKenzies ont un dîner de Noël ensemble. Jeff a trouvé un nouvel emploi et donne volontiers à Max le soda dont il avait envie l'année précédente.

## Fiche technique
Sauf indication contraire, les informations mentionnées dans cette section peuvent être confirmées par les bases de données cinématographiques IMDb et Allociné,  présentes dans la section « Liens externes ».
- Titre original : Home Sweet Home Alone
- Titre français et québécois : Maman, j'ai raté l'avion ! (Ça recommence)[3]
- Réalisation : Dan Mazer
- Scénario : Mikey Day et Streeter Seidell, d'après une histoire de Mikey Day, Streeter Seidell et John Hughes, d'après les personnages créés par John Hughes
- Musique : John Debney
- Direction artistique : Caroline Davignon, Elise de Blois, Vincent Gingras-Liberali, Nicolas Lepage et Tristan Tondino
- Décors : Rusty Smith
- Costumes : Véronique Marchessault et Megan Oppenheimer
- Photographie : Mitchell Amundsen
- Son : Samuel R. Green, Wayne Lemmer, Donald Sylvester
- Montage : David Rennie et Dan Zimmerman
- Production : Hutch Parker et Dan Wilson
  - Production exécutive (Royaume-Uni) : Jeremy Johns
  - Production déléguée : Jeremiah Samuels
- Sociétés de production : 20th Century Studios et Hutch Parker Entertainment
- Société de distribution : Disney+
- Budget : 15 millions de $ (estimation)[4]
- Pays de production :  États-Unis
- Langue originale : anglais
- Format : couleur - 1,85:1 (Panavision) - son : Dolby Digital
- Genre : comédie, aventure, policier
- Durée : 93 minutes
- Dates de sortie[5] :
  - États-Unis, France, Belgique : 12 novembre 2021 (sur Disney+)
- Classification :
  - États-Unis : des scènes peuvent heurter les enfants - accord parental souhaitable (PG - Parental Guidance Suggested)[N 1]
  - France : tous publics (conseillé à partir de 9 ans)
  - Québec : en attente de classement[3]

## Distribution
- Archie Yates (VFB : Leny de Luca) : Max Mercer
- Ellie Kemper (VFB : Marcha Van Boven) : Pam Fritzovski
- Rob Delaney (VFB : Pierre Lognay) : Jeff Fritzovski
- Aisling Bea (VFB : Célia Torrens) : Carol Mercer
- Kenan Thompson (VFB : Sébastien Hébrant) : Gavin
- Ally Maki : Mei
- Pete Holmes (VFB : Laurent Vernin) : oncle Blake
- Chris Parnell : oncle Stu
- Timothy Simons : Hunter
- Andy Daly : Mike
- Mikey Day : le prêtre
- Devin Ratray : l'officier Buzz McCallister (reprend le rôle des films Maman, j'ai raté l'avion ! et Maman, j'ai encore raté l'avion !)
- Jim Rash : le chef du chœur
- Peter Schoelier : Herman (Norman en VF)

Version française
- Société de doublage : Dubbing Brothers Belgique
- Direction artistique : Laurent Vernin
- Adaptation des dialogues : Nadine Giraud

Source : carton de doublage sur Disney+

## Production

### Genèse et développement
En août 2019, Robert Iger — alors PDG de Disney —annonce un nouveau film Home Alone qui sera diffusé sur Disney+,. En octobre 2019, Dan Mazer entre en négociations pour réaliser le film, d'après un script coécrit par Mikey Day et Streeter Seidell. Hutch Parker et Dan Wilson officient comme producteurs,.

### Attribution des rôles
En décembre 2019, Archie Yates, Rob Delaney et Ellie Kemper sont annoncés dans le film,. En juillet 2020, Ally Maki, Kenan Thompson, Chris Parnell, Aisling Bea, Pete Holmes ou encore Timothy Simons rejoignent la distribution.
En avril 2020, il est annoncé que Macaulay Culkin, interprète de Kevin McCallister dans Maman, j'ai raté l'avion ! et Maman, j'ai encore raté l'avion !, fera ici un caméo,. Finalement il décline l'invitation. C'est donc Devin Ratray (son frère Buzz dans les deux films), qui joue dans ce film. Néanmoins il est fait allusion aux aventures de Kevin Mccallister des deux premiers films.

### Tournage
Le tournage débute en février 2020 au Canada. Le mois suivant, la production est arrêtée en raison de la pandémie de Covid-19,,. En novembre 2020, Disney annonce que tous les tournages de ses films ont repris. Des scènes sont notamment tournées à Longueuil au Québec. D'autres scènes sont tournées à Vancouver.

## Accueil

### Accueil critique
Sur Rotten Tomatoes, le film obtient un score de 16% d'avis favorables, sur la base de 69 critiques collectées et une note moyenne de 3,70/10 ; le consensus du site indique :« Personne n'est à la maison ». Sur Metacritic, le film obtient une note moyenne pondérée de 35 sur 100, sur la base de 16 critiques collectées.